# Pase foral
El pase foral era la denominación de una facultad inscrita en el ámbito del Derecho foral del Reino de Navarra, las provincias vascas y el Principado de Asturias para no cumplir las órdenes emanadas de la Monarquía si atentaban contra su legislación propia, los Fueros. En Navarra, para atender contrafueros y agravios, inicialmente correspondía a la Diputación del Reino mientras que el Consejo Real de Navarra, con posterioridad y mayor conocimiento jurídico, ejercía el denominado derecho de sobrecarta. En Asturias derecho de contrafuero. Se usaba bajo la tradicional fórmula de: 

"Sea acatado pero no cumplido u Obedézcase pero no se cumpla"

Este privilegio fue bien definido por Jovellanos en su ámbito de aplicación de la Junta General del Principado: 

"Sabemos los derechos que da al Principado su Constitución; sabemos que tiene el de no obedecer y reclamar toda providencia que fuese contraria a ella y de resistirlas hasta donde le permitan su fidelidad y su respeto"

 La fórmula supuso un medio de defensa de los súbditos frente al decisionismo regio, invocándose su uso como "freno a la arbitrariedad o ilegalidad de los actos del rey o de sus oficiales"; de esta manera, su ejercicio dio lugar a una suerte de facultad de control de determinadas disposiciones emitidas por la monarquía, con la intención de evitar que esta transgrediese normas y principios de legalidad tradicionales fundamentados en la costumbre.
Aunque representaba un verdadero límite jurídico al poder real, no era un límite absoluto pues en Castilla dicha normativa no se consideraba nula sino anulable, de modo que tan solo se suspendía su ejecución hasta la correspondiente resolución del recurso por el propio Rey, y con la consolidación del absolutismo real, a principios de la Edad Moderna, se había convertido en el mero trámite inicial de un recurso de suplicación.

## Origen
El pase foral se concede a las tres diputaciones vascas por el Reino de Castilla en el siglo XV utilizándose con frecuencia hasta el siglo XIX. En Álava el derecho del “pase foral” fue confirmado en 1644 y 1703, pero se ejercía con anterioridad. En Guipúzcoa en 1473 se alude su uso como práctica habitual y fue legislado en la Recopilación de 1696 y confirmada en 1644 y 1703. En Vizcaya en 1527.
En el Reino de Navarra se mantiene como parte de su ordenamiento jurídico propio, complementado con el derecho de sobrecarta en 1514 tras su conquista y posteriormente refrendado por las Cortes de Sangüesa en 1561. Por esta institución la legislación del rey o virrey debía pasar necesariamente antes por el Consejo Real de Navarra para ver si se acomodaba a los fueros declarándola “nula y sin ningún efecto” en caso contrario.
Ya en 1692 se denomina "pase foral", debiendo la "sobrecarta" del Consejo Real pasar además previamente por la aprobación de la Diputación del Reino de Navarra antes de ser sometida a las Cortes de Navarra.

## Utilización histórica
Cualquier navarro podía invocar contrafuero frente a la Diputación y estimándose su petición, se elevaba al Virrey o incluso al rey una reparación de agravios. La forma de esquivar este mecanismo fue la de convocar a Cortes sin resolver las reclamaciones, con lo que se dispuso que, para convocar a Cortes, había que resolver previamente los agravios pendientes.

## Abolición de los fueros
El "pase foral" en Navarra fue derogado por medio de la Real Orden del 14 de mayo de 1829.
Ya en 1837 se anulan las diputaciones vascas para adecuarlas a la legislación estatal, pero tras la ley de confirmación de los fueros de 1839, realizada tras el final de la Primera Guerra Carlista con el famoso Abrazo de Vergara en la que se añadía la discutilla coletilla “sin perjuicio de la unidad constitucional” supone que dicha adecuación se realiza mediante la Ley Paccionada de 1841, que tiene como consecuencia directa en Navarra la desaparición de su condición de Reino y la supresión de privilegios militares, aduanas, "pase foral", y de las antiguas instituciones navarras como las Cortes de Navarra.
Aun así, se mantiene cierto autogobierno administrativo y económico (impuestos propios, cuentas de los ayuntamientos) con el acuerdo de pagar “un cupo” (una cantidad anual) al gobierno central.
En las provincias vascas, dicho Decreto de Espartero supone la abolición del "pase foral", la supresión de aduanas interiores y la creación de la nueva figura del Gobernador civil, en sustitución del antiguo corregidor o virrey.
Alfonso XII, por ley de 21 de julio de 1876, abolía los fueros en dichas provincias, salvo algunos restos jurídicos.

## Derecho comparado
Instituciones similares fueron el "Justicia Mayor" del Fuero de Ejea de 1265 en Aragón o ciertos derechos recogidos en la legislación catalana y valenciana (furs), siendo todos ellos derogados por los "Decretos de Nueva Planta" a partir de 1707 impuestos tras el ascenso de los borbones a la monarquía española.
El "Pase Foral" es, en uso y formas, similar al "Derecho de Nulificación" o "Veto Confederal" del teórico federalista John C. Calhoun y al derecho a enervar la ley injusta (bajo la fórmula "se obedece pero no se cumple" o "se acata pero no se cumpla") del Derecho indiano.
Pese a que algunos han querido equiparalo con el actual "exequatur" internacional por el que los tribunales de un país deben decidir si aceptan o no la aplicación de una resolución extranjera, la realidad es que no guarda ninguna semejanza pues la decisión final sobre la nulidad de la norma no correspondía a los foreros presuntamente lesionados sino, en última instancia, al propio monarca[cita requerida].